# Drepanoides anomalus
Drepanoides anomalus är en ormart som beskrevs av Jan 1863. Drepanoides anomalus är ensam i släktet Drepanoides som ingår i familjen snokar. Arten tillhör underfamiljen Dipsadinae som ibland listas som familj.
Inga underarter finns listade i Catalogue of Life.
Arten är med en längd mindre än 75 cm en liten orm. Djuret har en påfallande färgteckning och det kan misstolkas som en korallorm. Den förekommer i Amazonområdet i norra Brasilien samt i angränsande landskap i regionen Guyana, i Venezuela, Colombia, Ecuador, Peru och Bolivia. Drepanoides anomalus hittas i låglandet och i bergstrakter upp till 1000 meter över havet. Individerna hittas främst i regnskogar men de besöker angränsande habitat. Denna orm är marklevande och antagligen nattaktiv. Honor lägger ägg.
För beståndet är inga hot kända men arten kan vara sällsynt i några regioner. IUCN listar Drepanoides anomalus som livskraftig (LC).